# Bodianus busellatus
Bodianus busellatus is een  straalvinnige vissensoort uit de familie van lipvissen (Labridae). De wetenschappelijke naam van de soort is voor het eerst geldig gepubliceerd in 2006 door Gomon.
De soort staat op de Rode Lijst van de IUCN als niet bedreigd, beoordelingsjaar 2009.